# Кэри, Уильям (придворный)
Сэр Уильям Кэри (англ. William Carey; ок. 1500 — 22 июня 1528) — придворный и фаворит короля Англии Генриха VIII Тюдора. Первый супруг Мэри Болейн, старшей сестры королевы Анны Болейн.

## Биография
Уильям Кэри происходил из древнего рода, его семья могла проследить свою родословную до XI века. В «Книге Страшного суда» упоминаются Кари, владевшие одноимённым манором, находившимся в приходе Сент-Джайлс недалеко от Лонстона. Позднее они перебрались в торговый городок Касл Кэри в графстве Сомерсет, а затем обосновались в Чилтон Фолиат в Уилтшире, где и родился Уильям Кэри. Он был вторым сыном сэра Томаса Кэри и его жены Маргарет Спенсер. Томас Кэри, бывший членом парламента от Уоллингфорда в 1491-92 годах, умер приблизительно в то время, когда родился его сын — около 1500 года. Его вдова, Маргарет Спенсер, была дочерью и сонаследницей сэра Роберта Спенсера из Эшбери. По линии матери через Бофортов Уильям состоял в отдалённом родстве с королём Генрихом VIII. Помимо этого, через свою тётку Кэтрин Спенсер он был родственником влиятельного графа Нортумберленда. Со стороны отца его дедом был сэр Уильям Кэри из Кокингема. Во времена Войны Роз сэр Уильям был сторонником Ланкастеров и в 1471 году после победы Йорков в битве при Тьюксбери он был обезглавлен по приказу Эдуарда IV.
В семье Томаса Кэри и Маргарет Спенсер было трое сыновей и четыре дочери. Их старший сын Джон предпочёл службу на флоте, дослужившись до звания вице-адмирала в 1542 году. Две дочери, Элеонора и Анна, стали монахинями в Уилтонском аббатстве. Их второй сын Уильям Кэри стал одним из любимых придворных Генриха VIII, из так называемых «новых людей», которым благоволил король. Эти люди в большей степени полагались не на высокое происхождение и принадлежность к титулованной знати, а на свои таланты и способности, благодаря которым они преуспевали при королевском дворе. Поскольку Кэри был одним из младших сыновей, он не имел земельных владений и ему пришлось самостоятельно устраивать свою судьбу; впоследствии он активно продвигался по службе и имел перспективы на долгую и успешную карьеру. Скорее всего, его по обычаю того времени отправили на воспитание к более богатым и влиятельным родственникам, и детство и юность Уильям провёл, предположительно, в Девоне, где вскоре вошёл в круг друзей Генри Куртене, 2-го графа Девона. Тот представил его ко двору, и к январю 1519 года Кэри был официально зачислен в придворный штат Генриха VIII, с назначением на пост эсквайра при теле короля в Тайных покоях. Как и король, Кэри был превосходным турнирным бойцом, остроумным собеседником, любителем спортивных состязаний и азартных игр, и вскоре стал одним из ближайших друзей Генриха.
Живя при дворе, Уильям Кэри всегда занимал комнаты, располагавшиеся рядом с королевскими покоями. Как джентльмен личных покоев короля, он имел неограниченное право доступа к нему. В круг его обязанностей входили сопровождение короля на охоте, прогулках, занятиях спортом, прислуживание ему во время одевания и приёмов пищи, исполнение поручений и тому подобное. В королевских отчётных ведомостях имя Кэри часто появлялось в связи с тем, что ему вверяли на сохранение деньги, выделенные на оплату карточных долгов короля, что указывало на его надёжность и высокую степень доверия к нему. К октябрю 1519 года Уильяма Кэри включили в список из тридцати двух привилегированных лиц, имевших право на «ежедневное довольствие при королевском дворе». В список входили члены семьи короля (его дочь принцесса Мария, его сестра королева Мария и её муж герцог Саффолк), часть его приближённых и самые высокопоставленные чиновники королевства. Он также был одним из придворных, кому дозволялось участвовать в театрализованных представлениях, наряду с тогдашними фаворитами Генриха: Николасом Кэрью, Генри Норрисом и Энтони Брауном. Все эти юные друзья Генриха, в числе которых тогда были Фрэнсис Брайан, Эдвард Невилл, Генри Гилфорд и другие, разделяли с ним досуг, и хотя они не занимали важных постов в государстве, их влияние на короля было внушительным. Это беспокоило старших придворных — кардинала Уолси, герцога Норфолка, графа Вустера и сэра Томаса Болейна, учитывая, что скандальные выходки и разнузданное поведение приближённых Генриха могли оказать на него дурное воздействие и отразиться на его репутации. Лорду-канцлеру Томасу Уолси удалось убедить в этом короля, и в 1519 году многие приближённые Генриха из штата Тайных покоев были отлучены от двора. Ситуация повторилась в 1526 году, когда Уолси разработал Элтемские ордонансы, свод постановлений, в соответствии с которыми было жёстко регламентировано количество придворных, имевших неограниченный доступ к королю. Уильяма Кэри, тем не менее, эти зачистки не коснулись, он один из немногих продолжал оставаться на своём посту. Его поведение и влияние на короля были в разумных пределах, и он не утратил благосклонности Генриха.
В феврале 1520 года Уильям Кэри обвенчался с Мэри Болейн, старшей дочерью сэра Томаса Болейна и его жены леди Элизабет Говард. Переговоры о помолвке начались ещё до января 1519 года, и этот брак вовсе не был попыткой прикрыть роман Мэри Болейн и короля, который случился гораздо позже, приблизительно в 1522 году. Вполне возможно, что Генрих сам занимался организацией этой партии или же контролировал ход дел, поскольку браки знатных особ имели политическое значение; король даже лично присутствовал на венчании, состоявшемся 4 февраля 1520 года в королевской часовне Гринвичского дворца, и это подтверждает, что брак был заключён с его одобрения. Кэри был его родственником и приближённым, и Генрих был явно намерен подыскать ему подходящую невесту. Болейны были состоятельным и респектабельным семейством, а сэр Томас, как и Уильям Кэри, был успешным придворным и приближённым короля. Этот брак был выгоден для обеих сторон, и благодаря ему Уильям смог породниться с такими влиятельными аристократическими кланами как Говарды и Батлеры. К тому же сэр Томас рассчитывал на Кэри как на полезного союзника в борьбе против лорда-канцлера Томаса Уолси. Лорд-канцлер, имевший на короля огромное влияние, рассматривал таких людей, как Томас Болейн и его родню из Говардов, как угрозу.
После свадьбы Уильям Кэри с женой оставались при королевском дворе. Кэри по-прежнему исполнял свои обязанности в Тайных покоях короля и принимал активное участие в различных пиршествах, маскарадах и прочих празднествах; в июне 1520 года Кэри вместе с женой и своими новыми родственниками присутствовал на Поле золотой парчи, грандиозной встрече двух королей — Франциска I и Генриха VIII. На этой встрече планировалось провести ряд дипломатических переговоров, в перерыве между которыми монархи и их свиты наслаждались роскошными пирами и зрелищными увеселениями. Уильям Кэри, как эсквайр при теле, был одним из сопровождавших короля, а затем, зачисленный в команду графа Девона, состязался в череде рыцарских турниров.
Приблизительно к 1522 году король начал роман с Мэри Болейн. В то время он уже охладел к своей прежней любовнице Элизабет Блаунт, которая была выдана замуж и отослана с королевского двора. Отношения короля с Мэри Болейн продолжались по всей видимости до 1525 года. Благодаря этой связи Уильям Кэри получил в дар земли, денежные субсидии, а также назначения на выгодные должности, одной из которых был пост управляющего герцогства Ланкастерского; он был назначен смотрителем ряда поместий и замков с правом проживания там, а также получил часть земель и недвижимости, принадлежавшей герцогу Бекингему и после его казни в 1521 году отошедшей в собственность Короны. В 1522 году Кэри совместно с Уильямом Уэстом пожаловали опекунство над Томасом Шарпом из Кентербери, что включало в себя и надзор за владениями подопечного и приносило солидный ежегодный доход.
Будучи замужем за Уильямом Кэри Мэри родила двоих детей: Кэтрин (родилась около 1524) и Генри (родился 4 марта 1526). Уже тогда существовали домыслы, что отец двух старших детей Мэри Болейн — король Генрих, однако он никогда не признавал их официально. У современных исследователей мнения разделились. Джоанна Денни, Джозефин Уилкинсон и профессор Г. У. Бернард придерживаются мнения, что Кэтрин и Генри вполне могли быть детьми короля, и, напротив, Алисон Уир, Антония Фрэйзер и Эрик Айвз выражают сомнения относительно этой гипотезы. Основной довод в пользу отцовства Генриха — упоминание священника Джона Хейла о встрече в 1535 году с «юным господином Кэри», о котором говорили, «что он сын короля и сестры королевы».  Кроме того, Кэтрин Кэри родилась в 1524 году, когда роман Мэри Болейн и короля был в разгаре. Джозефин Уилкинсон также отмечает, что особо крупные пожалования в виде поместий и выгодных постов Уильяму Кэри совпадали хронологически с моментом появления на свет детей Мэри Болейн.
Тем не менее, других свидетельств современников, каким-либо образом доказывающих родство детей Кэри с Генрихом VIII, не существует, а судя по дошедшим сведениям, отношения со старшей Болейн завершились ещё до рождения Генри Кэри. Известно, что уже в 1525 году король начал ухаживания за младшей дочерью Томаса Болейна, Анной, а Мэри вернулась к мужу и, по мнению Айвза, вскоре забеременев, родила сына в марте 1526 года.
22 июня 1528 года Уильям Кэри скончался во время очередной эпидемии потницы. После его смерти выяснилось, что он оставил много долгов. Дабы помочь его вдове, Анна лично обратилась к королю, и тот не только назначил Мэри годовой доход в размере 100 фунтов, но и напомнил её отцу, с которым у Мэри на тот момент были напряжённые отношения, поддержать её. Томас Болейн под давлением короля обеспечил финансовое содержание Мэри и её детям.

## Образ в кинематографе и литературе
Уильям Кэри — второстепенный персонаж романа Филиппы Грегори «Ещё одна из рода Болейн». Роман был экранизирован дважды: в фильме 2003 года роль Уильяма Кэри исполнил Энтони Хауэлл, а в голливудской версии 2008 года — Бенедикт Камбербэтч.

## Комментарии
1. ↑  Данные о дате его смерти разнятся: ряд исследователей указывает 1500 год, однако судя по документам Национального архива, он умер в июне 1536 года[4].
2. ↑  Исследователь Дэвид Лоудз также склоняется к выводу, что Мэри Болейн родила двух своих старших детей от Уильяма Кэри, хотя приводит несколько иную датировку рождения Генри и Кэтрин — 1525 и 1527 года соответственно[26].